# Шома Шібісаї
Шома Шібісаї (яп. 北 岡 悟; нар. 11 березня 1991) — японський боєць змішаних єдиноборств що виступає у важкій та (раніше) середній ваговій категоріях. Професійно виступає з 2012 року, змагався на HEAT, Rizin, Bellator. Має великі габарити та рідко виступає що є нетиповим для японського бійця.

## Змішані бойові мистецтва

### HEAT
Дебютував 8 квітня 2012 на Heat 22 проти Шінноске Оби — удари Шібісаї потрясли суперника проте рефері не реагував і кутовим Оби довелося вимагати припинення бою вже на 1:59 першого раунду.
Проте 18 листопада того-ж року кутові Шибісаї зняли його з поєдинку по закінченню першого раунду проти корейця Хі Сун Кіма що є технічним нокаутом.

### Grachan
Очевидно поразка корейцю психологічно зламала Шибісаї — він повернувся майже через три роки 9 вересня 2015 на іншому японському промоушені Grachan. Бій проти досвідченого Шучжі Мірокави завершився в першому раунді забороненим ударом ліктем. В реванші що відбувся через два місяці Шибісаї нокаутував суперника вже на 40 секунді.

### Rizin
Після стріка швидких перемог Шибісаї став надією Японії на міжнародній арені як важковаговик, проте 28 липня 2018 програв свій перший бій монголу Унурджаргалу Болдпурьову одностійним рішенням. 12 жовтня 2019 переміг корейця з зайвою вагою Чан Хі Кіма больовим кімура.

### Bellator
29 грудня 2019 дебютував на північноамериканському промоушені Bellator 237 — Fedor vs. Rampage. Його суперником став росіянин Сергій Шеметов що до бою складав образ суворого сибіряка. Японець перевів бій в партер та замкнув супернику ахіллове сухожилля від чого той одразу затупотів на 49 секунді 1 раунду.